# Geranomyia callinota
Geranomyia callinota är en tvåvingeart som först beskrevs av Alexander 1941.  Geranomyia callinota ingår i släktet Geranomyia och familjen småharkrankar. Inga underarter finns listade i Catalogue of Life.